# 발렌타인 데이의 대학살 (영화)
발렌타인 데이의 대학살(The St. Valentine's Day Massacre)은 미국에서 제작된 로저 코먼 감독의 1967년 범죄, 드라마 영화이다. 제이슨 로바즈 등이 주연으로 출연하였고 로저 코먼 등이 제작에 참여하였다.

## 출연

### 주연
- 제이슨 로바즈
- 조지 시걸

### 조연
- 랠프 미커
- 진 헤일
- 클린트 리치
- 프랭크 실베라

## 제작진
- 협력프로듀서: 폴 랩
- 미술: 필립 M. 제프리스
- 미술: 잭 마틴 스미스